# Nadia Boulanger
Juliette Nadia Boulanger (Parijs, 16 september 1887 - aldaar, 22 oktober 1979) was een Franse dirigente, pianiste, organiste en docente compositie aan diverse conservatoria. Minder bekend werd ze als componiste, in tegenstelling tot haar jong overleden zuster Lili (1893-1918).

## Leven en werk

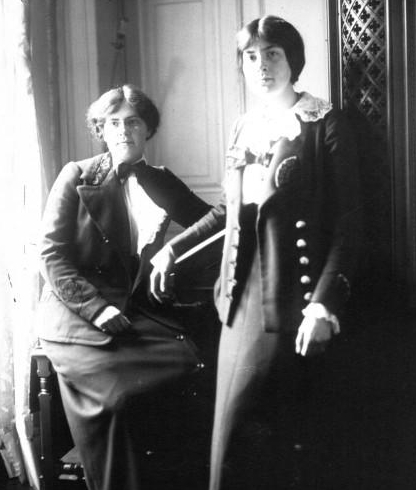
De zusters Nadia (links) en Lili Boulanger in 1913

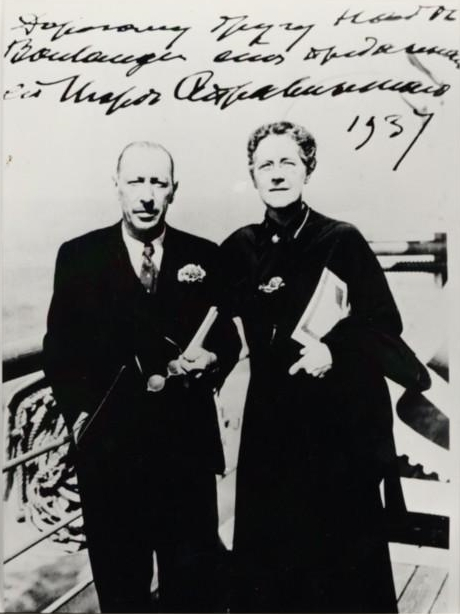
Met Igor Stravinsky in 1937

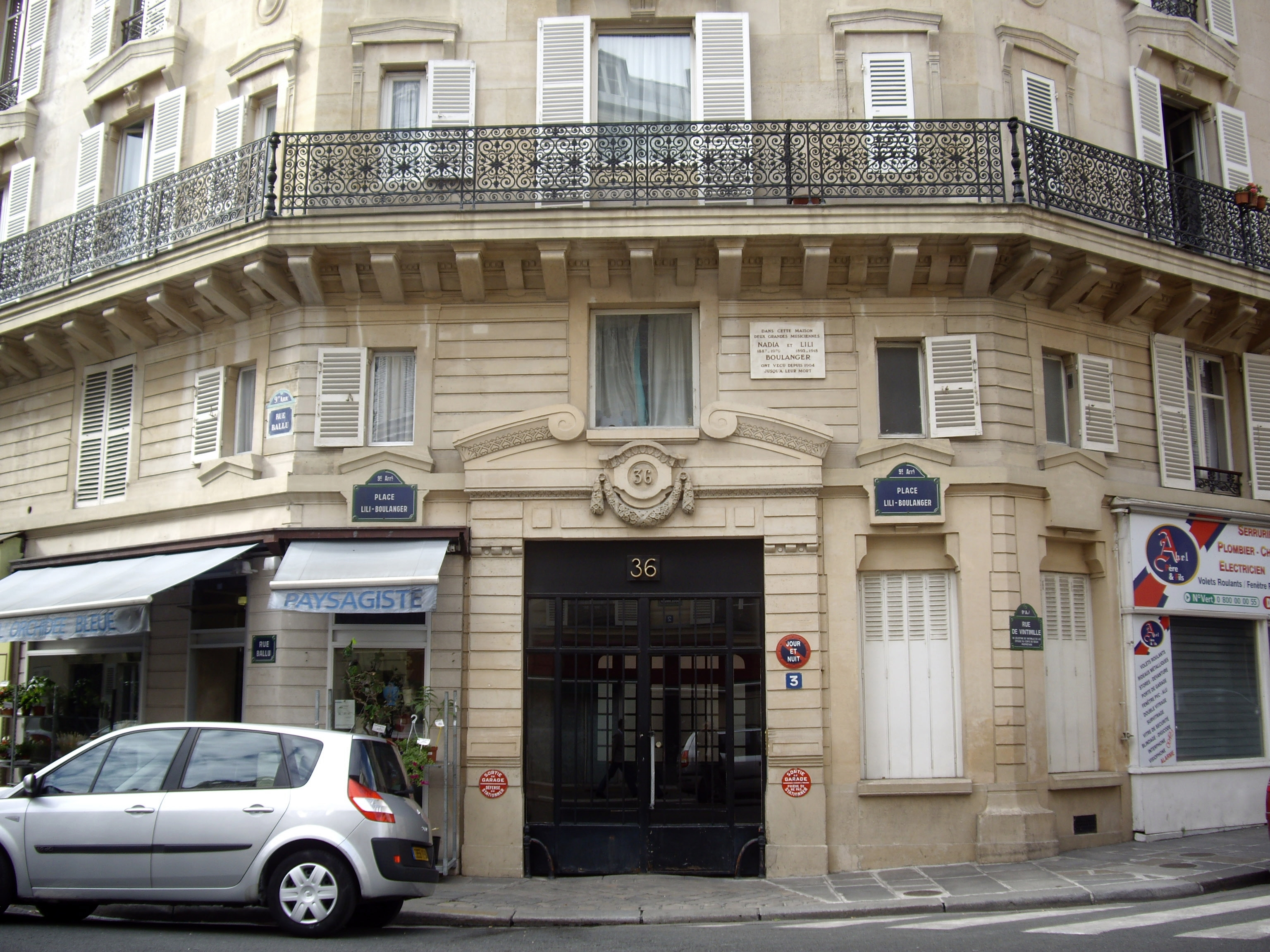
Het huis aan de Rue Ballu in Parijs (sinds 1970 Place Lili-Boulanger N° 3)

Nadia Boulanger was een dochter van de componist-pianist Ernest Boulanger (1815-1900), die in 1835 de Prix de Rome voor compositie had gewonnen, een tiental succesvolle operas comiques had geschreven en docent compositie was aan het Conservatoire de Paris, en zijn veel jongere Russische vrouw, prinses Raïssa Ivanovna Mychetsky (1854 of 1858-1935), die zangeres was. Ze groeide op in een muzikaal en intellectueel milieu, waar toonaangevende musici als Gabriel Fauré en Raoul Pugno tot de vaste bezoekers behoorden. Zij droegen veel bij tot de vorming van Nadia en haar jongere zuster Lili.
Ze studeerde aan het Conservatoire de Paris bij onder anderen André Gedalge, Paul Vidal en Gabriel Fauré. Ze was na Fauré's dood in 1924 zijn opvolgster en de erfgename van zijn muzikale nalatenschap. Als dirigente heeft ze op vele plaatsen in Europa zijn Requiem uitgevoerd. Ze heeft ook altijd de composities van haar zuster Lili gepropageerd. Na de dood van Lili in 1918 verklaarde ze nooit meer te zullen componeren, maar te gaan dirigeren en lesgeven en zich te wijden aan de verspreiding van het werk van haar zuster. Ze was de drijvende kracht achter de Prix Lili Boulanger voor jonge veelbelovende musici, die nog steeds jaarlijks wordt uitgereikt door het in 1939 door Nadia opgerichte Lili Boulanger Memorial Fund.
Als organiste behoorde Nadia Boulanger tot de leerlingen van Charles-Marie Widor en Louis Vierne. Als pianiste vormde ze vanaf 1904 een duo met haar pianodocent Raoul Pugno, die haar carrière actief ondersteunde. Als jong meisje was ze verliefd op hem. Ze bleef haar leven lang alleenstaand, maar had in latere jaren wel betrekkingen met de schrijver Camille Mauclair en met graaf Pierre de Polignac, de vader van vorst Reinier III van Monaco.
Boulanger en Pugno componeerden ook samen. Tot hun gezamenlijke werken behoren de liedercyclus Les heures claires en de opera La ville morte op een libretto van Gabriele d'Annunzio (een bewerking van zijn toneelstuk). Aan de samenwerking met Pugno kwam begin 1914 een plotseling einde toen hij ernstig ziek werd en stierf aan een longembolie terwijl ze samen op concertreis waren in Moskou.
Lespraktijk
Pugno, Fauré en Vierne bezorgden haar veel leerlingen, wat het begin was van een grote lespraktijk. Haar didactiek ging uit van het muziektheoretische begrip partimento, in feite een uitgebreide vorm van contrapunt. De techniek, die ze had geleerd bij Paul Vidal en gebaseerd is op lesmethoden uit de Italiaanse barokmuziek, houdt in dat bij het componeren een motief de kern vormt van een improvisatie. Daarbij geven cijfers de omringende harmonie aan die dan verder wordt uitgewerkt en die kan bestaan uit melodie en begeleiding, maar ook uit vele polyfone stemmen tegelijk. 
In de hoedanigheid van muziekpedagoge was ze verantwoordelijk voor het muzikale onderwijs aan een hele generatie vooraanstaande componisten in Europa en de Verenigde Staten. Amerikaanse studenten die bij haar op les kwamen, gaven haar op hun beurt Engelse les, maar die taal heeft ze nooit vloeiend leren spreken (in tegenstelling tot Lili, die zeven talen beheerste). Tot problemen bij de kennisoverdracht leidde dit niet, want haar invloed reikte ver. Grote namen als Leonard Bernstein, Ástor Piazzolla, Aaron Copland, Michel Legrand, Darius Milhaud, Quincy Jones, Burt Bacharach, John Eliot Gardiner, Daniel Barenboim en Philip Glass gingen bij haar in de leer. Vaak ging het om afgestudeerde componisten en musici die uit de hele wereld afkwamen op haar reputatie en hun studie afrondden met een cursus bij haar, privé of aan de École Normale de Musique de Paris of het Conservatoire Américain de Fontainebleau, waarvan ze van 1948 tot 1978 directeur was. Ned Rorem, die tot haar vriendenkring behoorde, vroeg zich ironisch af of hij misschien de enige Amerikaanse componist was die nooit bij haar gestudeerd had. Van een andere Amerikaanse componist, haar leerling Virgil Thomson, is de uitspraak: "Elke stadje in Amerika heeft een five-and-dime (goedkoop warenhuis) en een Boulanger-pupil". Beroemd waren haar woensdagmiddagklassen, waarbij een menigte mensen samendromde in haar volgepakte appartement om te horen hoe "Mademoiselle" aan de piano een compositie analyseerde.
Als ze talent herkende in iemand die haar lessen niet kon betalen, gaf ze gratis privéles, bijvoorbeeld aan de Nederlander Jacques Beers, die in 1934 als dank zijn Missa sine tenore aan haar opdroeg. Meer componisten droegen een werk aan haar op: onder meer Jean Roger-Ducasse de  Pastorale pour orgue (1909), Aaron Copland zijn Symphony No. 1 for Organ and Orchestra (1924), Albert Roussel de Prélude et fughetta pour orgue (1929) en Igor Stravinsky de Petit Canon pour la fête de Nadia Boulanger (1947), een cadeau bij haar 60e verjaardag.
Ze stimuleerde Astor Piazzolla, die haar zijn symfonie liet zien, om zijn unieke talent trouw te blijven door zich te blijven concentreren op de Argentijnse tango. Om dezelfde reden weigerde ze George Gershwin als leerling toen hij zich bij haar aanmeldde: ze vreesde dat hij zijn karakteristieke jazzstijl zou verliezen als hij aan een straffe klassieke opleiding werd onderworpen. 
Als componiste heeft ze weinig werk nagelaten: vooral liederen (deels in samenwerking met Raoul Pugno) en piano- en kamermuziek in een stijl die beïnvloed is door de voorbeelden van Fauré, Debussy en Ravel. Omdat ze in 1918 stopte met componeren heeft haar talent zich in die richting niet verder ontwikkeld. Zelf zei ze in 1977 dat ze van die ambitie had afgezien nadat ze zich gerealiseerd had dat ze geen werk van waarde had gecomponeerd. Er is ook gesuggereerd dat ze niet opgewassen was tegen de weerstand die zij als vrouwelijke componist ontmoette in de door mannen beheerste muziekwereld. Wel won ze in 1908, ondanks tegenstand van jurylid Camille Saint-Saëns, de tweede prijs in de Prix de Rome met de cantate La Sirène. De hoofdprijs werd dat jaar niet toegekend, en die heeft ze, anders dan haar vader en haar zuster, nooit gekregen.
Tot de vele prijzen en eerbewijzen die haar wel werden toegekend behoorden het Franse Legioen van Eer in 1932 (bevorderd van Chevalier tot Grand Officier in 1977), het erelidmaatschap van de American Academy of Arts and Sciences in 1962 en de Orde van het Britse Rijk (OBE) in 1977.
Ze was bestuurslid van de Société musicale indépendante die door onder anderen Gabriel Fauré en Maurice Ravel was opgericht. Door de rol die zij speelde in de herontdekking van Monteverdi was ze ook een pionier op het gebied van de historisch geïnformeerde uitvoeringsprakitjk. 
Nadia Boulanger woonde van 1904 tot haar dood in 1979 in het appartement aan de Parijse Rue Ballu (sinds 1970 Place Lili-Boulanger N° 3 genaamd) dat ze tot 1918 met Lili had gedeeld. Alleen in de periode van de Tweede Wereldoorlog woonde ze in Hollywood. Ze keerde in 1946 terug in Parijs en hervatte haar lessen. Ze werd 92 jaar oud. Ze werd bijgezet op het Cimetière de Montmartre in het graf naast haar zuster Lili.

## Studenten van Nadia Boulanger
Noch Nadia Boulanger zelf, noch haar assistente Annette Dieudonné heeft bijgehouden hoeveel studenten ze heeft opgeleid. Ook is niet precies vast te stellen wie van hen welke cursus(sen) bij haar gevolgd heeft. Ze kwamen uit Europa, Australië, Zuid-Amerika en Canada, en meer dan 600 waren afkomstig uit de Verenigde Staten. 
- George Antheil
- Grażyna Bacewicz
- Burt Bacharach
- Daniel Barenboim
- Stanley Bate
- Jacques Beers
- Robert Russell Bennett
- Lennox Berkeley
- Leonard Bernstein
- İdil Biret
- Easley Blackwood
- Roger Boutry
- Elliott Carter
- Hugues Cuénod
- Ramón Chao
- Aaron Copland
- Clifford Curzon
- Jacqueline Fontyn
- Jean Françaix
- Marcel Gazelle
- John Eliot Gardiner
- Kenneth Gilbert
- Egberto Gismonti
- Philip Glass
- Roger Goeb
- Ida Gotkovsky
- Gigi Gryce
- Mozart Camargo Guarnieri
- Majoie Hajary
- Roy Harris
- Paul Huber
- Karel Husa
- Jacques Ibert
- Keith Jarrett
- Quincy Jones
- Leif Kayser
- Bryan Kelly
- John van Kesteren
- Noor Inayat Khan
- Vilayat Inayat Khan
- Wojciech Kilar
- Ralph Kirkpatrick
- John Klein
- Leo Kraft
- Jan Krzywicki
- Gail Kubik
- Johan Kvandal
- Mario Lavista
- Noël Lee
- William Franklin Lee III
- Michel Legrand
- Leonard J. Lehrman
- John Lessard
- Dinu Lipatti
- Normand Lockwood
- Raymond Loucheur
- Quinto Maganini
- Andreas Makris
- Marcelle de Manziarly
- Igor Markevitch
- Nicholas Maw
- Gian Carlo Menotti
- Darius Milhaud
- Robert Moevs
- Douglas Stuart Moore
- Thea Musgrave
- Theldon Myers
- Ron Nelson
- Ginette Neveu
- Per Nørgård
- Julia Amanda Perry
- Ástor Piazzolla
- Leong Yoon Pin
- Daniel Pinkham
- Walter Piston
- Dorothy Priesing
- Alan Raph
- Robert Xavier Rodríguez
- Bernard Rogers
- Edwin Roxburgh
- Alexandre Rudajev
- Hans Ludwig Schilling
- Bernard Schulé
- Ira P. Schwarz
- Roger Sessions
- Elie Siegmeister
- Stanislaw Skrowaczewski
- Larry Alan Smith
- Øistein Sommerfeldt
- Michael Spisak
- Newton Strandberg
- Henryk Szeryng
- Erzsébet Szőnyi
- Virgil Thomson
- Yan Pascal Tortelier
- Lester Albert Trimble
- Harold L. Walters
- Robert Washburn
- Antoni Wit
- James Yannatos
- Akio Yashiro

## Belangrijkste werken
Vocale muziek
- Allons voir sur le lac d'argent (Armand Silvestre), voor twee stemmen en piano, 1905
- Ecoutez la chanson bien douce (Paul Verlaine), voor zangstem en orkest, 1905
- Les sirènes (Charles Grandmougin), voor vrouwenkoor en orkest, 1905
- A l'aube (Armand Silvestre), voor koor en orkest, 1906
- A l'hirondelle (Sully Prudhomme), voor koor en orkest, 1908
- La sirène (Eugène Adenis en Gustave Desveaux-Vérité), voor drie zangstemmen en orkest, 1908 (Prix de Rome-cantate)
- Dnégouchka (Georges Delaquys), voor drie zangstemmen en orkest, 1909
- Cantique (Lux aeterna), voor vrouwenkoor en orgel
- Meer dan 30 liederen voor zangstem en piano, waaronder:

Extase (Victor Hugo), 1901
Désepérance (Paul Verlaine), 1902
Cantique de soeur Béatrice (Maurice Maeterlinck), 1909
Une douceur splendide et sombre (Albert Samain), 1909
Larme solitaire (Heinrich Heine), 1909
Une aube affaiblie (Paul Verlaine), 1909
Prière (Georges Bataille), 1909
Soir d'hiver (Nadia Boulanger), 1915
Au bord de la nuit, Chanson, Le couteau, Doute, L'échange (Camille Mauclair), 1922
J'ai frappé (Renée de Marquein), 1922
Orgelmuziek
- Trois pièces, 1911
- Pièce sur des airs populaires flamands, 1917

Kamer- en solomuziek
- Trois pièces, voor cello en piano (bewerking van de orgelstukken uit 1911)
- Trois pièces, voor piano, 1914
- Vers la vie nouvelle, voor piano, 1917 (opgedragen aan haar zuster Lili)

Orkestmuziek
- Allegro, 1905
- Fantaisie variée, voor piano en orkest, 1912

Met Raoul Pugno
- Les heures claires (Emile Verhaeren), acht liederen voor zangstem en piano, 1909
- La ville morte (libretto van Gabriele d'Annunzio), opera, 1910–1913

## Over Nadia Boulanger
Boeken
- (en)  Alan Kendall, The tender tyrant : Nadia Boulanger, a life devoted to music : a biography, London, Macdonald & Jane's, 1976.
- (fr)  Bruno Monsaingeon, Mademoiselle : entretiens avec Nadia Boulanger, Luynes, Van De Velde, 1980.
- (en)  Leonie Rosenstiel, Nadia Boulanger : a life in music, New York & Londres, Norton, 1982.
- (en)  Don G. Campbell, Master teacher Nadia Boulanger, Washington, Pastoral Press, 1984.
- (fr)  Jérôme Spycket, Nadia Boulanger, Lausanne, Payot, 1987.

(en)  vertaling: Jérôme Spycket, Nadia Boulanger. Pendragon Press, Stuyvesant, N.Y. 1992.
- (fr)  Doda Conrad, Grandeur et mystère d'un mythe : souvenirs de quarante-quatre ans d'amitié avec Nadia Boulanger, Paris, Buchet-Chastel, 1995.
- (en)  Caroline Potter, Nadia and Lili Boulanger : a life in music, Ashgate, Aldershot & Burlington, 2006.
- (en)  Barrett A. Johnson, Training the composer. A comparative study between the pedagogical methodologies of Arnold Schönberg and Nadia Boulanger. Cambridge Scholars Press, Newcastle 2010.
- (en)  Jeanice Brooks, The musical work of Nadia Boulanger : performing past and future between the wars, Cambridge, Cambridge University Press, 2013.

Dvd
- (en)  Bruno Monsaingeon, Mademoiselle. Portrait of Nadia Boulanger. EuroArts / Naxos, 1977.[7][10]